# Ceriporiopsis
Ceriporiopsis is een geslacht van schimmels behorend tot de familie Meruliaceae. De typesoort is de Verkleurende poria (Ceriporiopsis gilvescens), maar deze is later overgezet naar het geslacht Mycoacia als Mycoacia gilvescens.

## Soorten
Volgens Index Fungorum telt het geslacht 51 soorten (peildatum december 2021):
| Soortnaam                                  | Auteur(s)                            | Publicatiejaar |
| ------------------------------------------ | ------------------------------------ | -------------- |
| Ceriporiopsis africana                     | Ryvarden                             | 2018           |
| Ceriporiopsis alba                         | Ryvarden                             | 2020           |
| Ceriporiopsis alboaurantia                 | C.L. Zhao, B.K. Cui & Y.C. Dai       | 2014           |
| Ceriporiopsis albonigrescens               | Núñez, Parmasto & Ryvarden           | 2001           |
| Ceriporiopsis allantoidea                  | Ryvarden                             | 2019           |
| Ceriporiopsis allantospora                 | Ryvarden                             | 2016           |
| Ceriporiopsis angulatoporus                | Ryvarden                             | 2019           |
| Ceriporiopsis aurantiaca                   | Henkel & Ryvarden                    | 2020           |
| Ceriporiopsis aurantitingens               | (Corner) T. Hatt.                    | 2002           |
| Ceriporiopsis carnegieae                   | (D.V. Baxter) Gilb. & Ryvarden       | 1985           |
| Ceriporiopsis cerussata                    | (Bres.) Ryvarden                     | 1988           |
| Ceriporiopsis cinnamomea                   | Ryvarden, Gomes-Silva & Gibertoni    | 2016           |
| Ceriporiopsis costaricensis                | M. Mata & Ryvarden                   | 2010           |
| Ceriporiopsis cremeicarnea                 | (Corner) T. Hatt.                    | 2002           |
| Ceriporiopsis cystidiata                   | Log.-Leite, G.V.C. Gonç. & Ryvarden  | 2001           |
| Ceriporiopsis dentata                      | Ryvarden                             | 2016           |
| Ceriporiopsis egula                        | C.J. Yu & Y.C. Dai                   | 2007           |
| Ceriporiopsis ethiopica                    | Niemelä & Ryvarden                   | 2021           |
| Ceriporiopsis fimbriata                    | C.L. Zhao & Y.C. Dai                 | 2015           |
| Ceriporiopsis flavilutea                   | (Murrill) Ryvarden                   | 1985           |
| Ceriporiopsis gabonensis                   | Decock & Ryvarden                    | 2020           |
| Ceriporiopsis globospora                   | Ryvarden                             | 2018           |
| Ceriporiopsis grandispora                  | Ryvarden                             | 2018           |
| Ceriporiopsis guidella                     | Bernicchia & Ryvarden                | 2003           |
| Ceriporiopsis herbicola                    | Fortey & Ryvarden                    | 2007           |
| Ceriporiopsis hydnoidea                    | Ryvarden & Iturr.                    | 2004           |
| Ceriporiopsis hypolateritia                | (Berk. ex Cooke) Ryvarden            | 2015           |
| Ceriporiopsis incarnata                    | Domański                             | 1963           |
| Ceriporiopsis irregularis                  | Ryvarden                             | 2016           |
| Ceriporiopsis jelicii                      | (Tortič & A. David) Ryvarden & Gilb. | 1993           |
| Ceriporiopsis jensii                       | Læssøe & Ryvarden                    | 2010           |
| Ceriporiopsis lagerheimii                  | Læssøe & Ryvarden                    | 2010           |
| Ceriporiopsis lavendula                    | B.K. Cui                             | 2013           |
| Ceriporiopsis mellea                       | Ryvarden                             | 2018           |
| Ceriporiopsis micropora                    | T.T. Chang & W.N. Chou               | 1999           |
| Ceriporiopsis minispora                    | Henkel & Ryvarden                    | 2020           |
| Ceriporiopsis mucida (Franjeporia)         | (Pers.) Gilb. & Ryvarden             | 1985           |
| Ceriporiopsis namibiensis                  | Ryvarden                             | 2016           |
| Ceriporiopsis nigra                        | Ryvarden                             | 2001           |
| Ceriporiopsis nigroeffusus                 | Oba, Mossebo & Ryvarden              | 2020           |
| Ceriporiopsis obscura                      | Ryvarden                             | 2000           |
| Ceriporiopsis portcrosensis                | (A. David) Ryvarden & Gilb.          | 1993           |
| Ceriporiopsis pseudoplacenta               | Vlasák & Ryvarden                    | 2012           |
| Ceriporiopsis semisupina                   | C.L. Zhao, B.K. Cui & Y.C. Dai       | 2014           |
| Ceriporiopsis subalba                      | Ryvarden                             | 2020           |
| Ceriporiopsis suballantoidea               | Decock & Ryvarden                    | 2021           |
| Ceriporiopsis subrufa                      | (Ellis & Dearn.) Ginns               | 1984           |
| Ceriporiopsis subsphaerospora              | (A. David) M. Pieri & B. Rivoire     | 1996           |
| Ceriporiopsis subvermispora (Sparrenporia) | (Pilát) Gilb. & Ryvarden             | 1985           |
| Ceriporiopsis umbrinescens                 | (Murrill) Ryvarden                   | 1985           |
| Ceriporiopsis vinosa                       | Ryvarden                             | 2004           |